# Pang Xi
Pang Xi Liang, in cinese 庞羲, (Henan, ... – ...; fl. III secolo), è stato un militare cinese, ministro di Han Zhong e ufficiale del periodo dei Tre Regni.
Inizia la sua carriera militare al servizio del suo grande amico Liu Yan, alla morte del quale passò da Liu Zhang. Pang Xi più tardi assistette Zhang Lu come prefetto di Han Zhong. Dopo che Liu Bei invase i territori di Liu Zhang, Pang Xi venne selezionato per servire come ministro ad Han Zhong.